# Bibliografi til kulturlandskab
Denne bibliografi til kulturlandskabet medtager kun et udvalg af de senest udkomne værker. Der er ikke taget stilling til indhold og tendens i disse værker, og læseren gøres opmærksom på, at emnet er under konstant diskussion mellem deltagere, som er meget engageret i hvert deres standpunkt.
- Peder Agger m.fl., red. (1999). Natur og landbrug. ISBN 87-601-8443-4.
- Peder Agger m.fl. (2000). Landskabet år 2020. ISBN 87-987827-0-3.
- Agger, Reenberg, Læssøe og Hansen, red. (2002). Naturens værdi : vinkler på danskernes forhold til naturen. ISBN 87-12-03969-1.{{cite book}}:  CS1-vedligeholdelse: Flere navne: editors list (link)
- Steen Asbirk (1988). Naturen i Danmark – status og udviklingstendenser. ISBN 87-503-7484-2.
- Hans Erik Berthelsen (1997). Ny biologi 3 : mennesket og miljøet : grundbog. ISBN 87-00-19682-7.
- Erik Buchwald og Steen Søgaard (2000). Danske naturtyper i det europæiske NATURA 2000 netværk. ISBN 87-7279-275-2.
- Per Eilstrup og Peter Marslew (1982). Det åbne land. ISBN 87-87596-40-7 med bihæfte ISBN 87-87596-42-3.
- Rasmus Ejrnæs, Jørn Pagh Berthelsen og Jesper Fredshavn (1998). Naturen og landbruget. ISBN 87-7772-401-1.
- Ellemann, Ejrnæs, Reddersen og Fredshavn (2001). Det lysåbne landskab. ISBN 87-7772-637-5.{{cite book}}:  CS1-vedligeholdelse: Flere navne: authors list (link)
- Fredningsstyrelsen (1984). Danmarks større nationale naturområder. ISBN 87-503-4203-7.
- Fyns amt, red. (1995). Insektinteresser i Naturplejen. ISBN 87-7343-247-4.
- Hammerich, Laursen, Jespersen og Pedersen (1999). Danas Have – naturfredning belyst ved Naturparken Mols. ISBN 87-7785-106-4.{{cite book}}:  CS1-vedligeholdelse: Flere navne: authors list (link)
- Jette Hansen-Møller, red. (2004). Mening med landskab : en antologi om natursyn. ISBN 87-7289-888-7.
- Poul Henrik Harritz (2001). Danmarks fredede områder. ISBN 87-567-6363-8.
- Valdemar Kappel, Torben Gang Sørensen og Jørn Waneck (2001). Danmarks Kyster. ISBN 87-567-5775-1.
- Rikke Lundsgaard, red. (2004). Fremtidens Natur i Danmark. ISBN 87-7245-949-2.
- Møller, Ejrnæs, Höll, Krogh og Madsen, red. (2002). Foranderlige landskaber. ISBN 87-7838-670-5.{{cite book}}:  CS1-vedligeholdelse: Flere navne: editors list (link)
- Peter Friis Møller & Henrik Staun (1998). Danmarks Skove. ISBN 87-567-5818-9.
- Kjeld Vodder Nielsen, Ebbe Udsen og Karen Munk Nielsen (1999). LandbrugsNatur. ISBN 87-7470-725-6.
- Søren Olsen (2002). Danmarks Søer og Åer. ISBN 87-567-6364-6.
- Skov- og Naturstyrelsen (1999). Naturforvaltning gennem ti år – 1989-1998. ISBN 87-7279-196-9.
- Henrik Vejre og Thomas Vikstrøm (1995). Guide til det danske landskab. ISBN 87-7245-622-1.